# Baracudă mare
Baracuda (Sphyraena barracuda) este un pește răpitor din familia Sphyraenidae, ordinul Perciformes care cuprinde până în prezent un număr de 26 de specii cunoscute. A nu se confunda cu caracudă.

## Caractere morfologice
Baracuda are un aspect asemănător cu știuca, corpul lung fusiform este acoperit cu solzi mici de culoare argintie. Capul alungit are 2 ochi proeminenți și o gură largă prevăzută cu dinți ascuțiți. Înotătoarea dorsală este situată posterior iar cele ventrale sunt distanțate una de alta. Înotătoarea caudală este bifurcată. Baracuda are un corp relativ rigid, coloana vertebrală având numai 24 de vertebre. O baracudă poate avea o lungime de la 23 cm până la 2 m, acestea fiind speciile mari ca Sphyraena barracuda,  Sphyraena afra și Sphyraena guachancho.

## Răspândire
Peștele trăiește în regiunile tropicale și subtropicale din Atlantic, Pacific, Oceanul Indian și mările învecinate sau în Marea Mediterană și Marea Neagră. Exemplarele adulte trăiesc în mediul marin pe când cele tinere apar și regiunea de vărsare a unor fluvii.

## Mod de hrănire

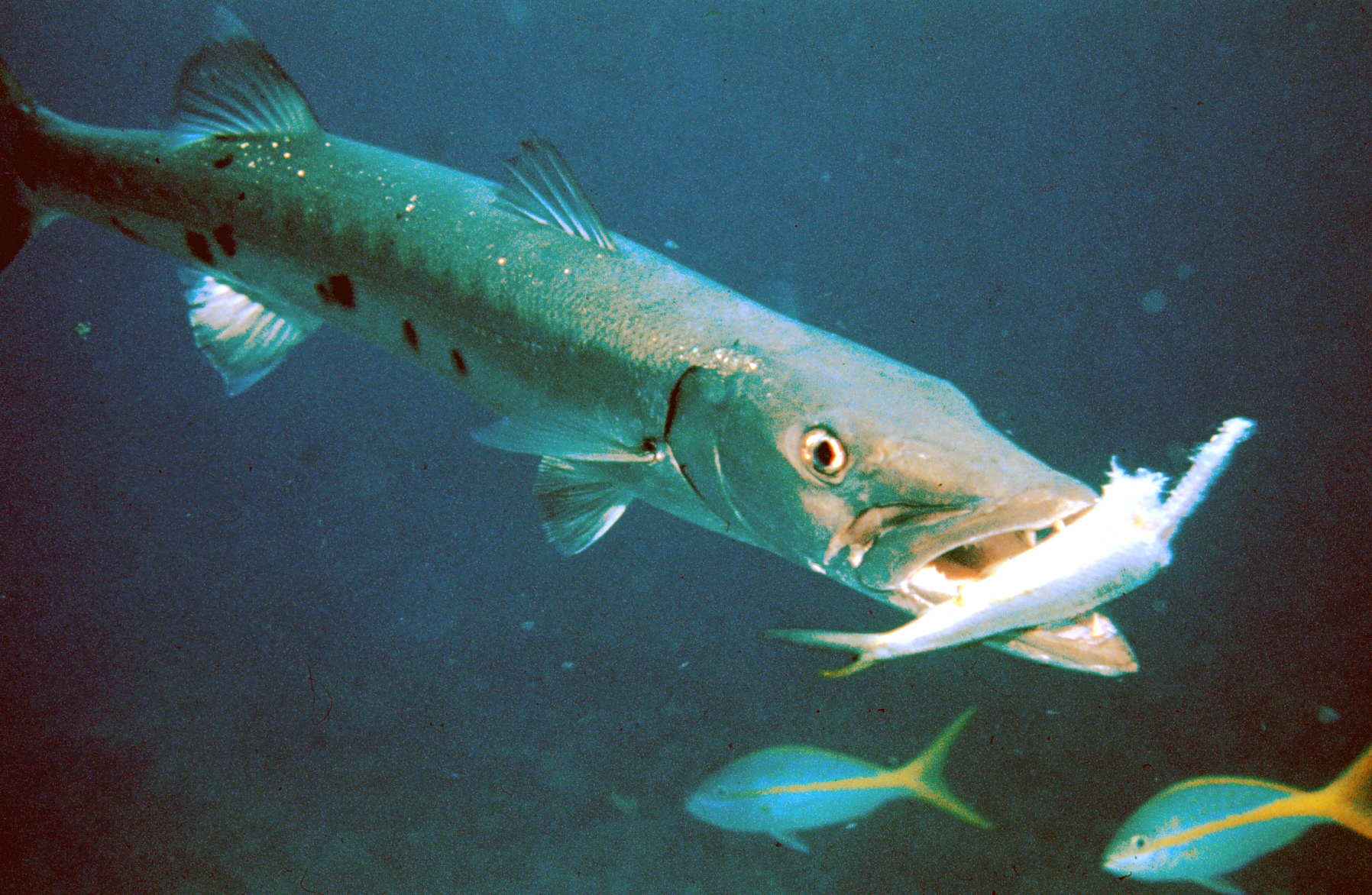
Baracuda la vânătoare

Baracuda se hrănește cu pești mai mici, exemplarele mari se hrănesc cu scrumbii, toni tineri. Din cauza cărnii de baracudă care conține toxinele neurotoxice cigua (CTX) (C60H86O19) este un pește care prin consumare a cauzat cazuri de intoxicație la om.

## Mod de viață
Baracudele tinere nu stau ascunse între algele marine ci trăiesc frecvent în bancuri mari în largul mării, pe când peștii adulți duc o viață solitară ei fiind activi și ziua și noaptea.

## Reproducție
Nu se știe prea mult despre modul lor de înmulțire fecundația icrelor are loc la lună plină în mod asemănător ca și la ceilalți pești, când baracudele se adună în bancuri mari în apropiere de regiuni cu stânci sau corali.

## Agresivitate
Baracudele sunt cunoscute ca pești agresivi care pot ataca și omul, ele fiind mai periculoase decât rechinii. Această agresivitate a lor depinde de regiune, astfel din regiunea Caraibelor s-au semnalat 30 de atacuri ale lor asupra omului. Pe când baracudele tinere simulează numai un atac, baracudele adulte pot provoca printr-o mușcătură răni grave ce pot duce la pierderi mari de sânge.

## Sistematică

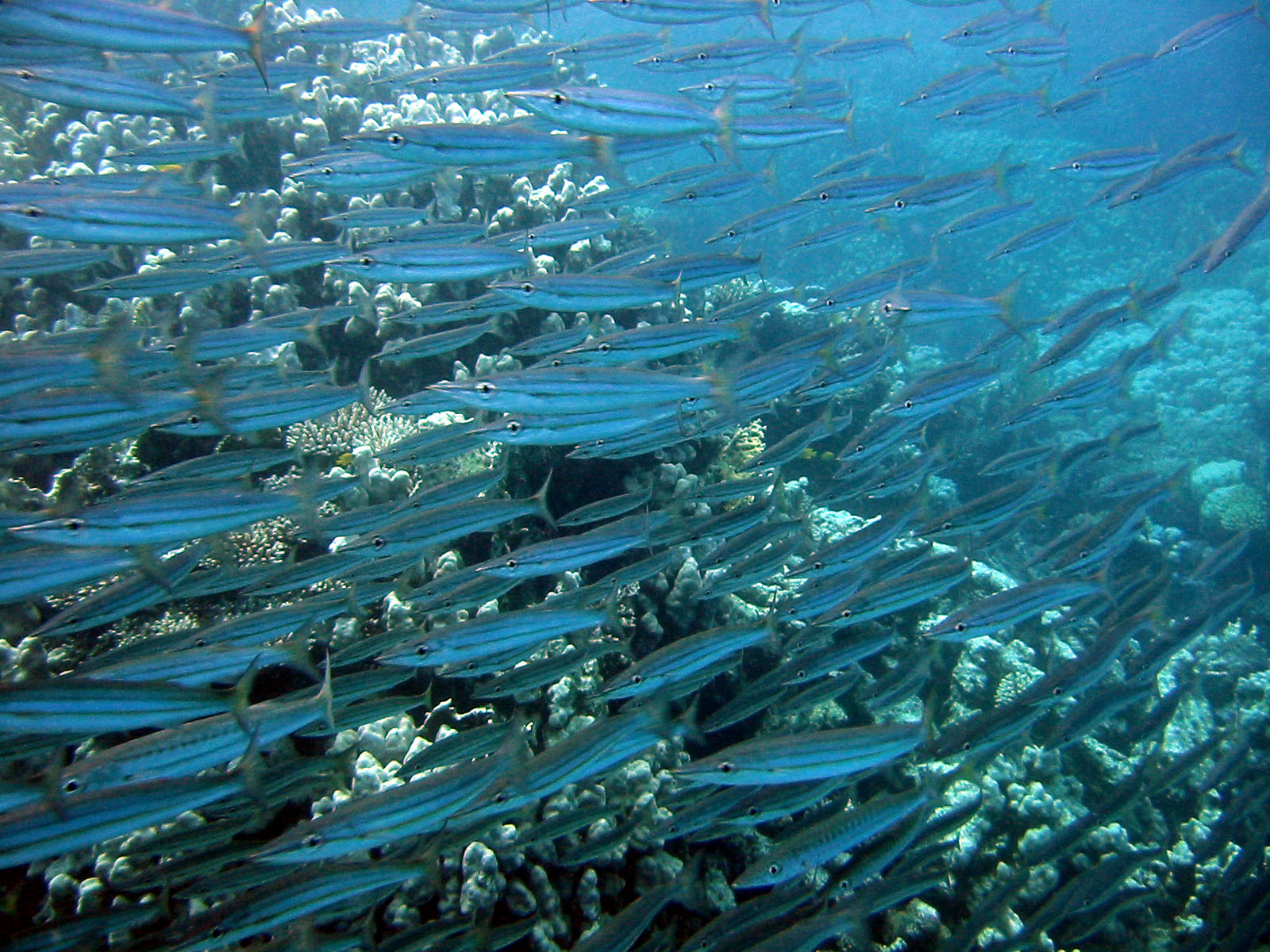
Sphyraena flavicauda

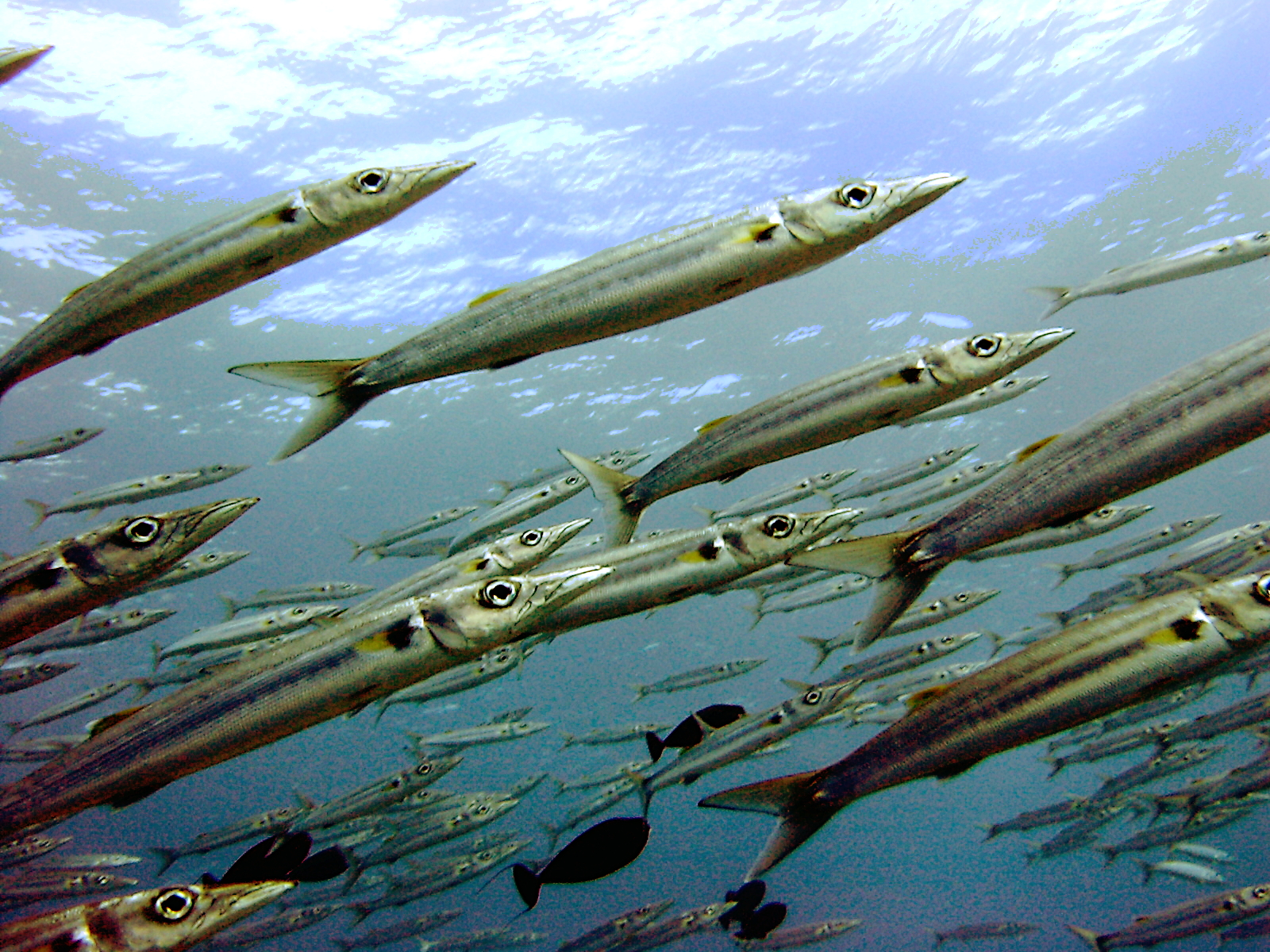
Sphyraena forsteri

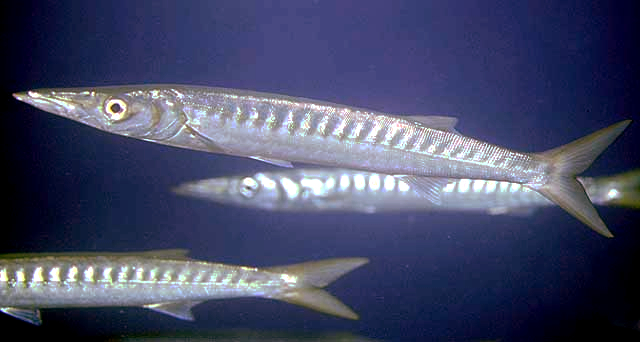
Sphyraena viridensis

- Sphyraena acutipinnis,  Day, 1876.
- Sphyraena afra Peters, 1844
- Sphyraena argentea Girard, 1854
- Sphyraena barracuda, Walbaum, 1792
- Sphyraena borealis DeKay, 1842
- Sphyraena chrysotaenia Klunzinger, 1884
- Sphyraena ensis Jordan & Gilbert, 1882
- Sphyraena flavicauda, Rüppell, 1838.
- Sphyraena forsteri, Cuvier, 1829.
- Sphyraena guachancho Cuvier, 1829
- Sphyraena helleri,  Jenkins, 1901.
- Sphyraena iburiensis Doiuchi & Nakabo, 2005
- Sphyraena idiastes Heller & Snodgrass, 1903.
- Sphyraena japonica Cuvier, 1829.
- Sphyraena jello, Cuvier, 1829.
- Sphyraena lucasana Gill, 1863.
- Sphyraena novaehollandiae Günther, 1860.
- Sphyraena obtusata Cuvier, 1829
- Sphyraena picudilla, Poey, 1860.
- Sphyraena pinguis Günther, 1874.
- Sphyraena putnamae,  Jordan & Seale, 1905.
- Sphyraena qenie, Klunzinger, 1870.
- Sphyraena sphyraena) (Linnaeus, 1758).
- Sphyraena tome Fowler, 1903.
- Sphyraena viridensis Cuvier, 1829.
- Sphyraena waitii Ogilby, 1908.